# Андре, Франц
Франц Андре́ (фр. Franz André; 10 июня 1893 года, Брюссель — 20 января 1975 года, там же) — бельгийский дирижёр.
В 1912 году окончил Брюссельскую консерваторию по классу скрипки. Совершенствовался как дирижёр под руководством Феликса Вайнгартнера.
В 1923 году наряду с виолончелистом Фернаном Кине стал одним из первых музыкантов, выступающих в эфире начавшегося в Бельгии регулярного радиовещания. Постепенно вокруг этих двух музыкантов сложился коллектив, в котором Андре стал не только скрипачом, но и одним из дирижёров. Его лидирующее положение в оркестре упрочилось с появлением в 1930 году Национального института радиовещания (нидерл. Nationaal Instituut voor de Radio-omroep), прилагавшего усилия к созданию радиооркестра. В 1935 году Андре возглавил вновь созданный Симфонического оркестра Бельгийского радио, руководил этим коллективом до 1958 года.
В 1937—1938 годах Андре дирижировал заключительными концертами Конкурса имени Изаи, в 1951—1964 годах — заключительными концертами преемственного по отношению к нему Международного конкурса имени королевы Елизаветы.
Дирижировал премьерами кантаты Игоря Стравинского «Звездоликий» (1939), симфонических поэм Шарля Кеклена «Закон джунглей» и «Бандарлоги» из цикла «Книга джунглей» по Редьярду Киплингу (1946), Второй партиты для фортепиано с оркестром Александра Тансмана (1947, солистка Колетт Крас), оратории Конрада Бека «Смерть в Базеле» (1952), Седьмой симфонии Дариюса Мийо (1955), первым европейским исполнением Концерта для оркестра Белы Бартока, первым западноевропейским исполнением Четвёртой симфонии Шостаковича.
Среди основных записей Андре — сюита «Шехеразада» Н. А. Римского-Корсакова и Четвёртая симфония П. И. Чайковского (обе, впрочем, получили более чем сдержанные отзывы критики), а также Итальянское каприччио и увертюра «Ромео и Джульетта» Чайковского, Седьмая симфония Бетховена, симфонические поэмы «Психея» и «Проклятый охотник» Сезара Франка, обе сюиты  Жоржа Бизе из спектакля «Арлезианка».
Францу Андре посвящено Каприччио для оркестра Флора Алпартса (1953).
Его библиотека и архив переданы Королевской библиотеке Бельгии, в 2003 году был издан каталог его фонда.